# Antoni Rovira i Trias

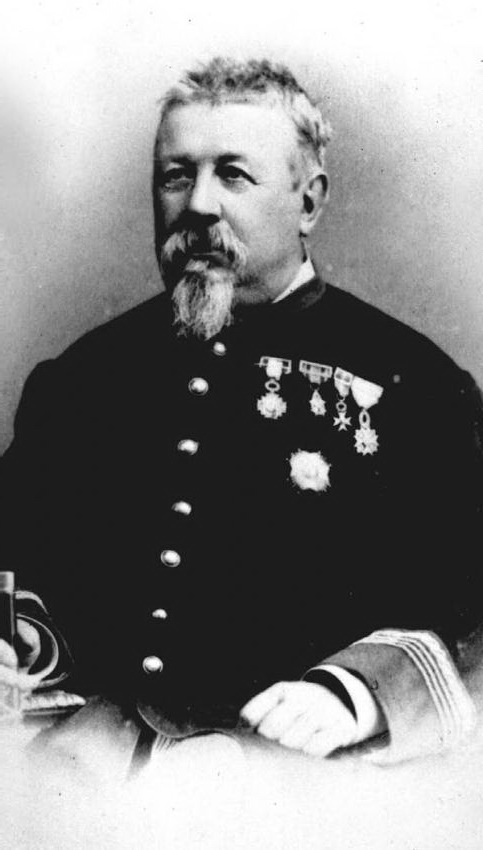
Antoni Rovira i Trias

Antoni Rovira i Trias (* 27.(?) Mai 1816 in Gràcia (heute ein Teil von Barcelona); † 2. Mai 1889 in Barcelona) war ein katalanischer Architekt und Städteplaner des Historismus. Er zählt zu den wichtigsten Wegbereitern des Modernisme in Barcelona.

## Biografische Daten
Antoni Roviras Vater war der Tischler und Baumeister Antoni Rovira i Riera. Seine Mutter Gertrudis Trias entstammte einer Händler- und Unternehmerfamilie, ihr Vater war der in den Kolonien reich gewordene Fabrikant Narcís Trias.
Antoni Rovira wurde im Mai 1816 in Gràcia geboren, damals noch eine Vorstadt von Barcelona, und am 27. Mai getauft. Bereits mit 16 Jahren war er Baumeister. An der Escola de la Llotja in Barcelona absolvierte er sein Basisstudium und entschloss sich dann zum gerade erst errichteten Studium des Straßenbauingenieurs an der Real Academia de Bellas Artes de San Fernando in Madrid, dass er aber bald zu Gunsten der Architektur aufgab. Erste kleinere Arbeiten von ihm sind aus seiner Militärzeit bekannt, die er 1939 abschloss. Seinen Titel als Architekt erhielt er am 30. März 1842 an der Academia de San Fernando.
Sehr früh wirkte Antoni Rovira aktiv an der Gründung verschiedener Vereine mit. Einer davon, die Societat Filomàtica de Barcelona, gegründet 1839 von einer Handvoll Intellektueller und Politiker, versammelte sich regelmäßig in seinem Haus, unter ihnen auch der Schriftsteller Francisco Pi i Margall, später Präsident der Ersten Spanischen Republik. Ziel des Vereins war die Intellektuelle Entwicklung seiner Mitglieder. 1860 vereinigte sich der Verein mit dem Ateneu Català, und 1872 mit dem Casino Mercantil Barcelonès, wodurch das Ateneu Barcelonès entstand.
Er war an der Gründung der Sociedad de Seguros Mutuos contra Incendios beteiligt, einer privaten Feuerwehrvereinigung mit städtischer Unterstützung, errichtet im Jahr 1835, und war als Experte und Architekt intensiv an der Entwicklung dieses Vereins beteiligt. Er schrieb einige Aufsätze und Anleitungen zum Löschen von Bränden. Später entstand aus dem Verein die städtische Feuerwehr von Barcelona.
Von April 1846 bis März 1847 gab er gemeinsam mit Josep Oriol Bernadet und Miquel Garriga i Roca die Boletin Enciclopédico de Nobles Artes (Enzyklopädische Zeitschrift der noblen Künste) heraus, die sich vor allem mit den Theorien der zeitgenössischen Architekten auseinandersetzte.
1853 eröffnete das von Antoni Rovira umgebaute und erweiterte Teatre Circ Barcelonès. In Súria entstand 1853 eine Schule, und 1854 in Manresa ein Caritashaus. 1956 folgte der Umbau des Palau Moja in Barcelona.

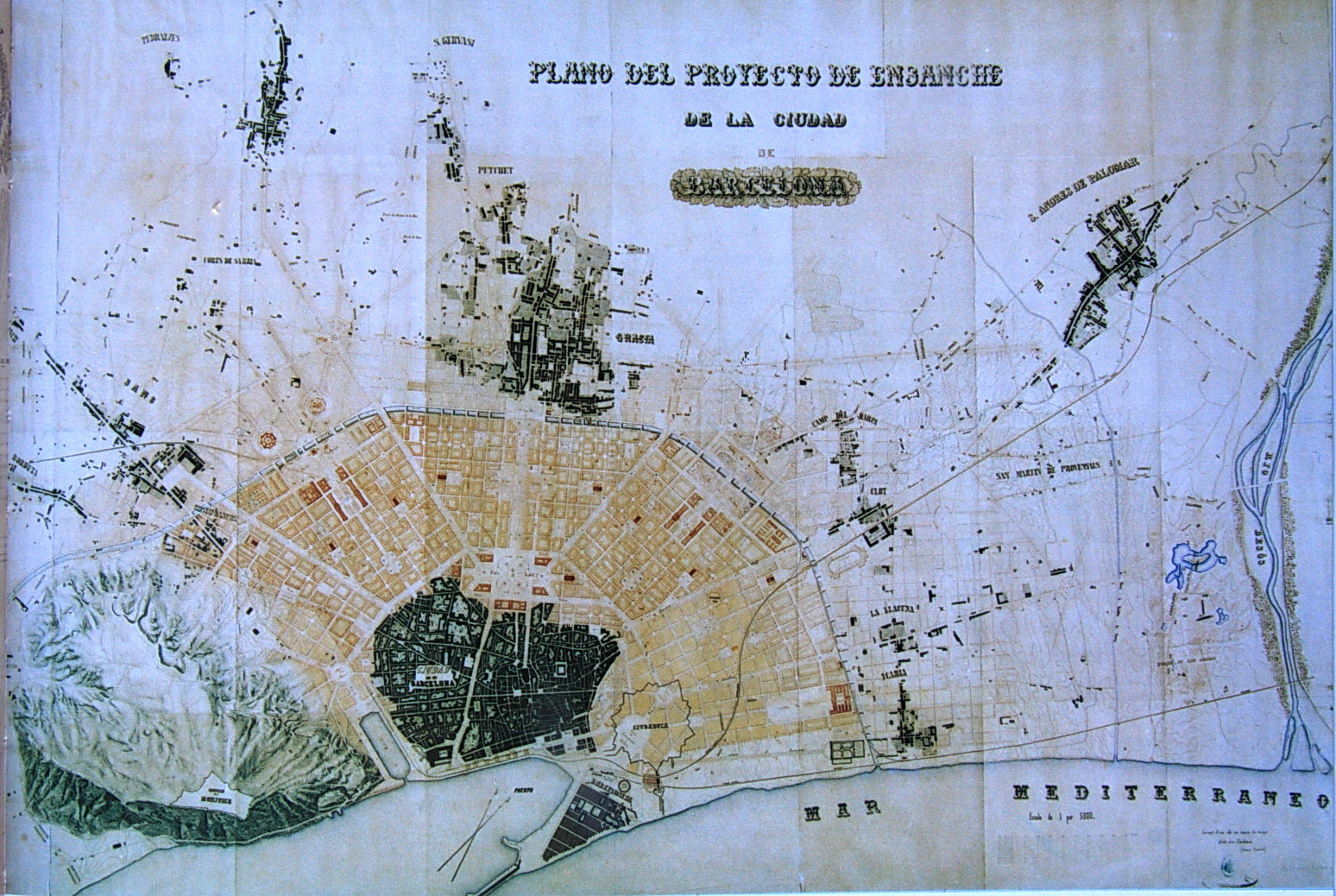
Wettbewerbsentwurf für die Bebauung des Eixample

Im Jahr 1859 gewann Rovira aus 13 Einsendungen den Wettbewerb der Stadt Barcelona für die Stadterweiterung (Eixample). Sein Projekt sah eine Ringstraße um die Altstadt und eine radiale Stadtentwicklung vor, mit harmonischer Einbindung der bereits bestehenden Vorstadtgemeinden. Er konnte seinen Entwurf allerdings nicht verwirklichen: Die Madrider Zentralregierung ignorierte das Wettbewerbsergebnis und entschied sich für den Pla Cerdà von Ildefons Cerdà, der heute noch das Grundlayout der Stadterweiterung von Barcelona bestimmt. Allerdings konnte Antoni Rovira später in einigen Detailpunkten die Stadtplanung von Cerdà in seinem Sinne modifizieren.
1867 wurde Antoni Rovira Stadtarchitekt von Barcelona, von Gràcia und von Sant Martí de Provençals. Er war außerdem Chef für Bauwerke und Ornament der Stadt Barcelona (ab 1872), Berater der Stadt Manresa, Stadtrat, Parlamentarier, Ehrenoberst der städtischen Feuerwehr sowie Ehrenbürger von Barcelona.

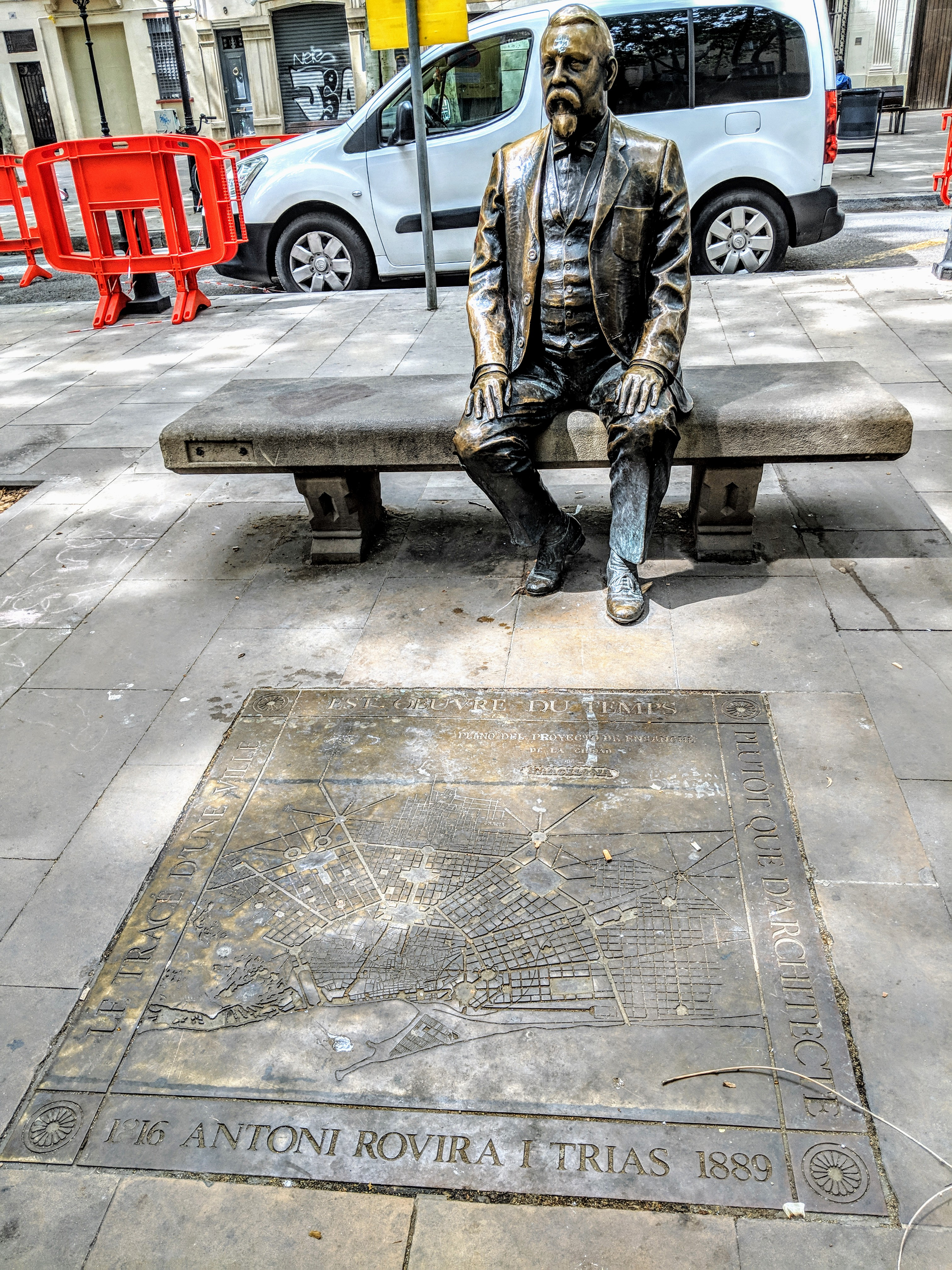
Antoni Rovira i Trias, Statue auf dem gleichnamigen Platz in Barcelona

1862 errichtete Rovira den Glockenturm in Gràcia, 1870 folgte ein weiteres Theater, das Teatro Español am Passeig de Gràcia, errichtet im Neo-Mudéjarstil. Ab 1873 war er für die Errichtung mehrerer Markthallen verantwortlich, die mit ihren neuartigen Eisen-Glas-Konstruktionen bedeutende Impulse für die Entwicklung der Architektur des Modernisme in Barcelona gaben (Mercat de la Barceloneta 1873, Mercat del Born (?) 1873, Mercat de Sant Antoni 1879, Mercat de la Concepció 1885, Mercat d'Hostafrancs (?) 1888).
Nach zwei kleineren Arbeiten im Jahr 1876, einem Denkmal für den Frieden, sowie dem Brunnen der drei Grazien auf der Plaça Reial, der dort bald darauf bedeutende Konkurrenz erhielt durch die berühmten Laternenmasten des jungen Antoni Gaudí, folgte 1878–1882 das klassizistische Museum Martorell für Geologie im Parc de la Ciudatella, eines seiner größten Bauwerke. 1880–1883 wurde das Rathaus von Igualada errichtet,
Aus Roviras Ehe mit Magdalena Rabassa i Barenys gingen zwei Söhne hervor: Antoni Rovira i Rabassa, der ebenfalls Architekt wurde, sowie der Rechtsanwalt Ricard Rovira i Rabassa.
Antoni Rovira i Trias starb am 2. Mai 1889 im Alter von 73 Jahren an einer Gehirnblutung. Die Feuerwehr von Barcelona organisierte für ihn ein feierliches Ehrenbegräbnis.
1922 wurde in Gràcia, Barcelona, der vormalige Plaça Rovira zu seinen Ehren in Plaça Rovira i Trias umbenannt. Heute sitzt dort auf einer der steinernen Bänke eine Bronze-Statue des Architekten.

## Werke
Wichtigste Werke in Barcelona:
- Teatre Circ Barcelonès (1853, 1863 abgebrannt und 1869 von Josep Fontserè wiedererrichtet)
- Palau Moja: Umbau und Errichtung einer Loggia (1856)
- Glockenturm in Gràcia, Plaça Rius i Taulet (1862)
- Passatge del Comerç (1865–66, Planung eines neuen Straßenzugs)
- Pla del Poblenou (Planung der Platzanlage, 1867)
- Teatro Español, Passeig de Gràcia (1870; 1898 nach einem Brand wiedereröffnet, 1900 geschlossen)
- Mercat de la Barceloneta (Markthalle, 1873)
- Mercat del Born (?) (1873, ausgeführt von Josep Fontserè)
- Monument a la Pau (Denkmal für den Frieden, 1876)
- Font de les Tres Gràcies (Brunnen der drei Grazien) auf der Plaça Reial (1876)
- Museum Martorell für Geologie im Parc de la Ciudatella (1878–1882)
- Mercat de Sant Antoni (1879)
- Schlachthof von Barcelona (1880–88)
- Balustraden am Passeig de Colom (1883)
- Mercat de la Concepció (1885)
- Balustraden im Saló de Sant Joan (1887)
- Mercat d’Hostafrancs (?) (1888)

Außerhalb von Barcelona:
- Schulen in Súria (1853)
- Casa de Beneficència in Manresa (Caritashaus, 1854)
- Rathaus von Igualada (1880–1883)
- Verbesserung der Miene in Montcada (1881)

## Bildergalerie

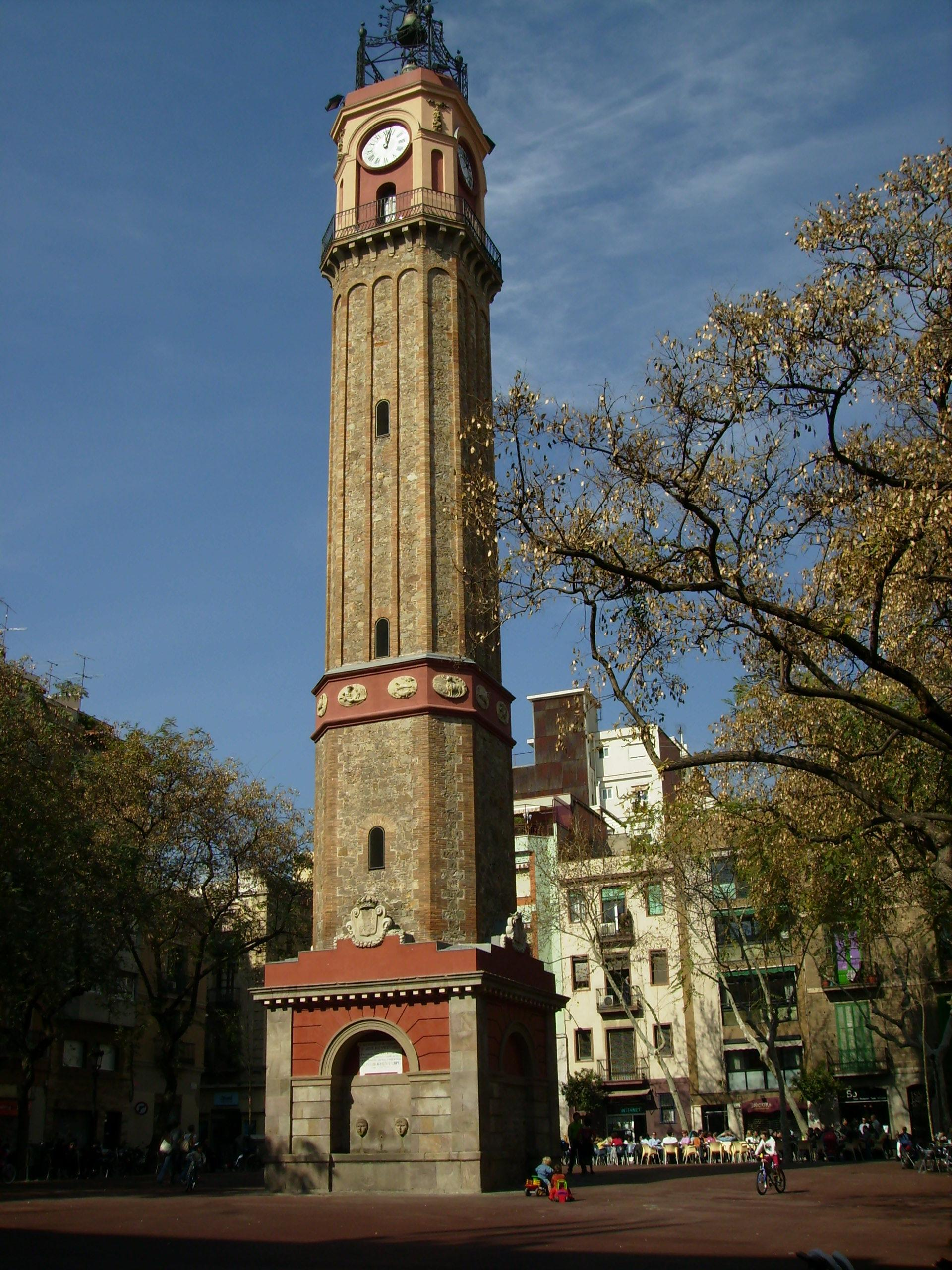
Glockenturm, Gràcia
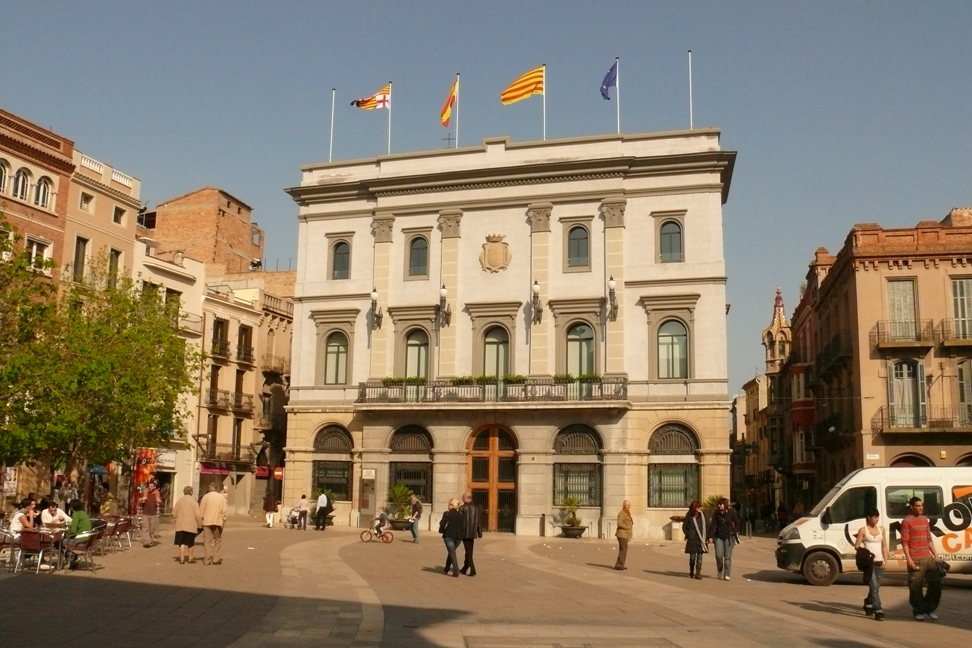
Rathaus von Igualada
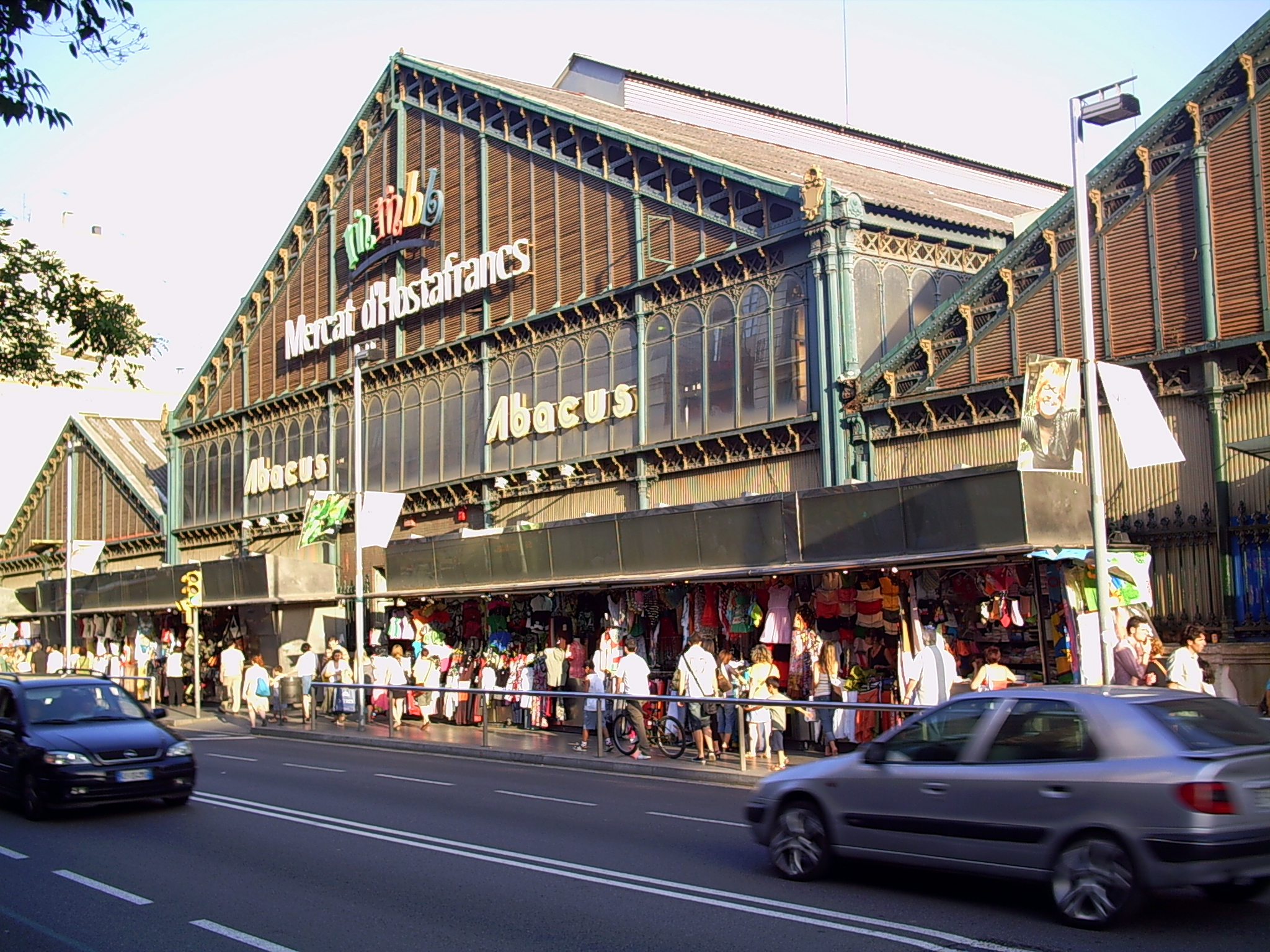
Mercat d'Hostafrancs
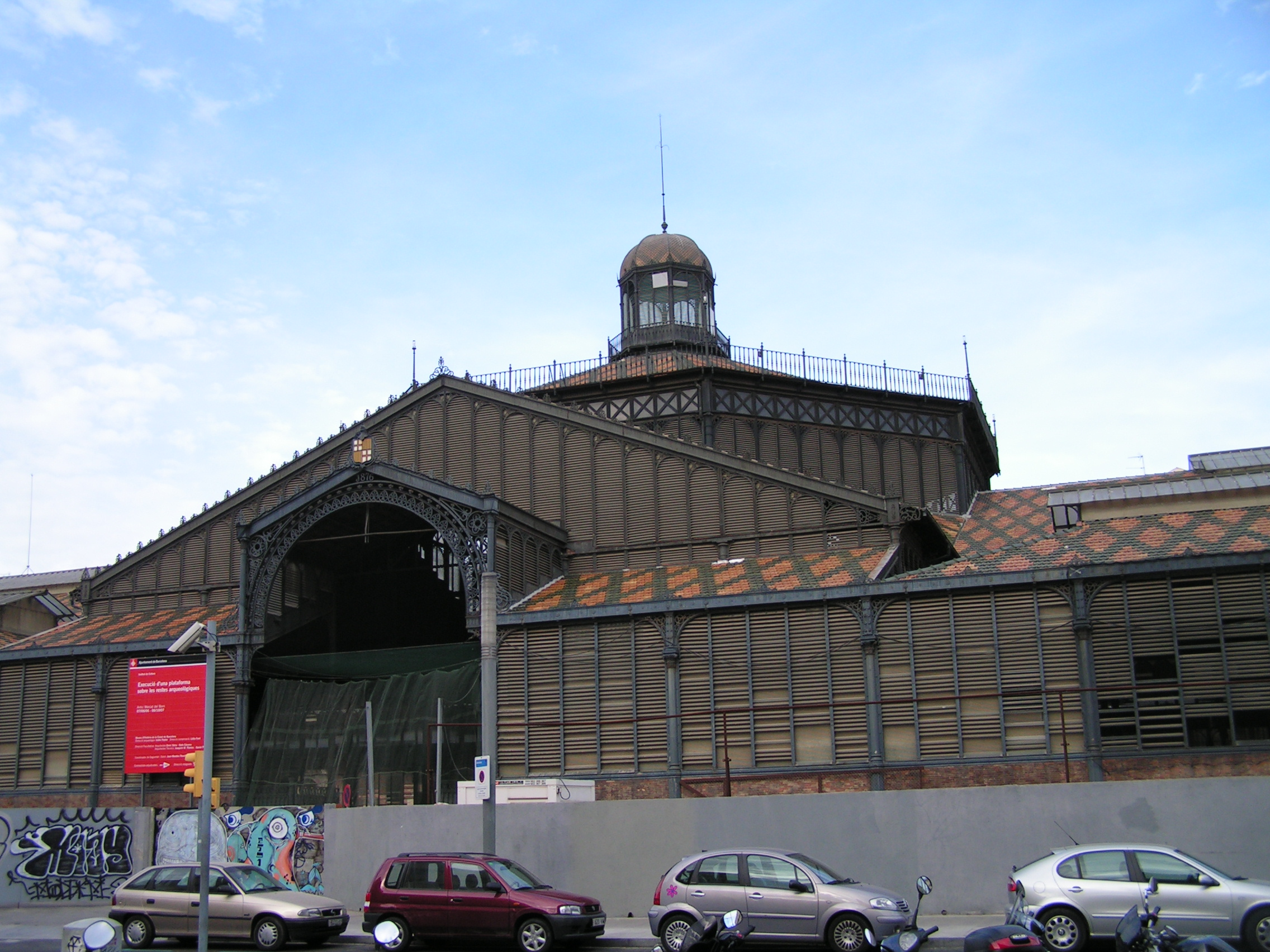
Mercat del Born
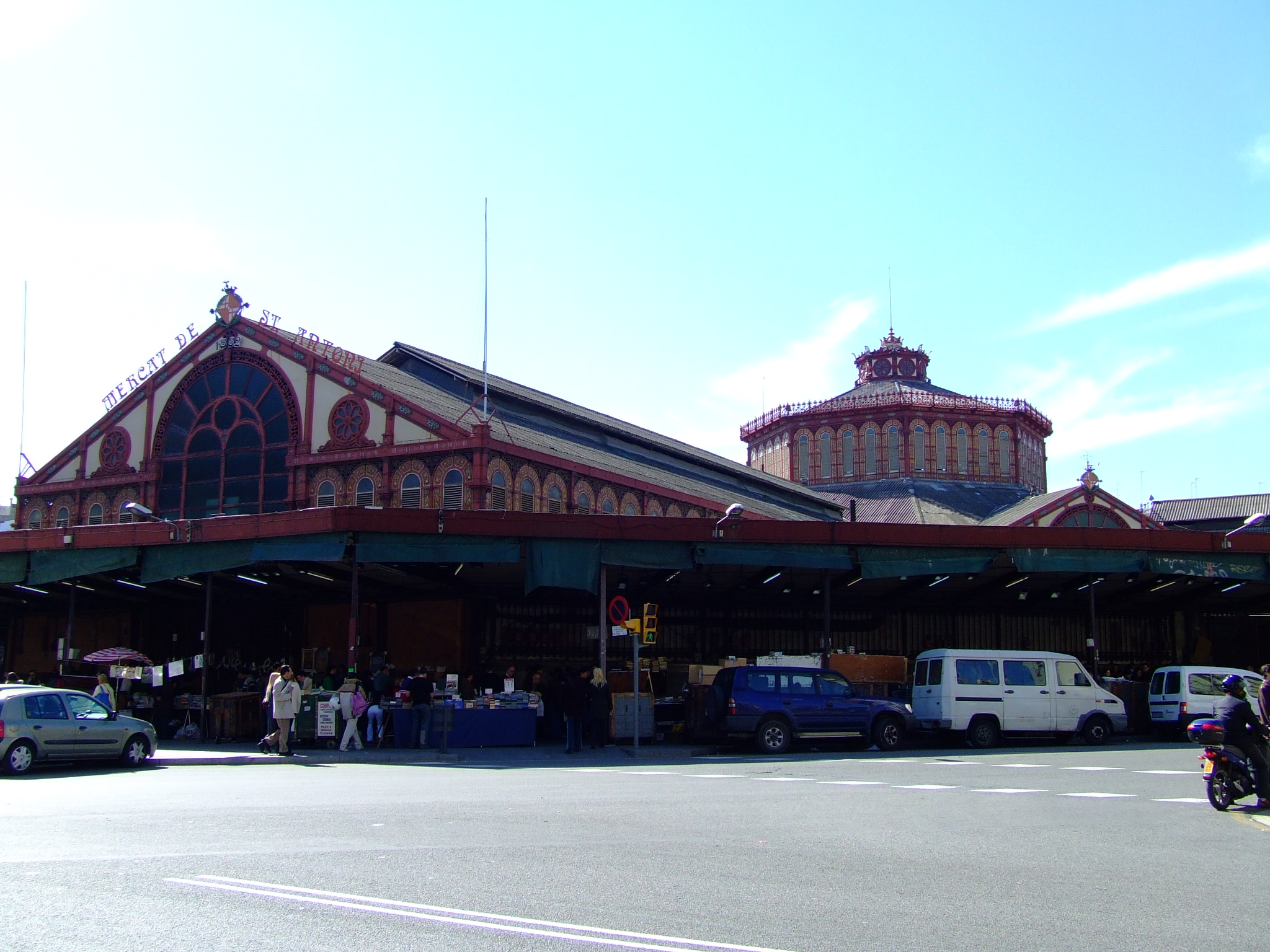
Mercat de Sant Antoni
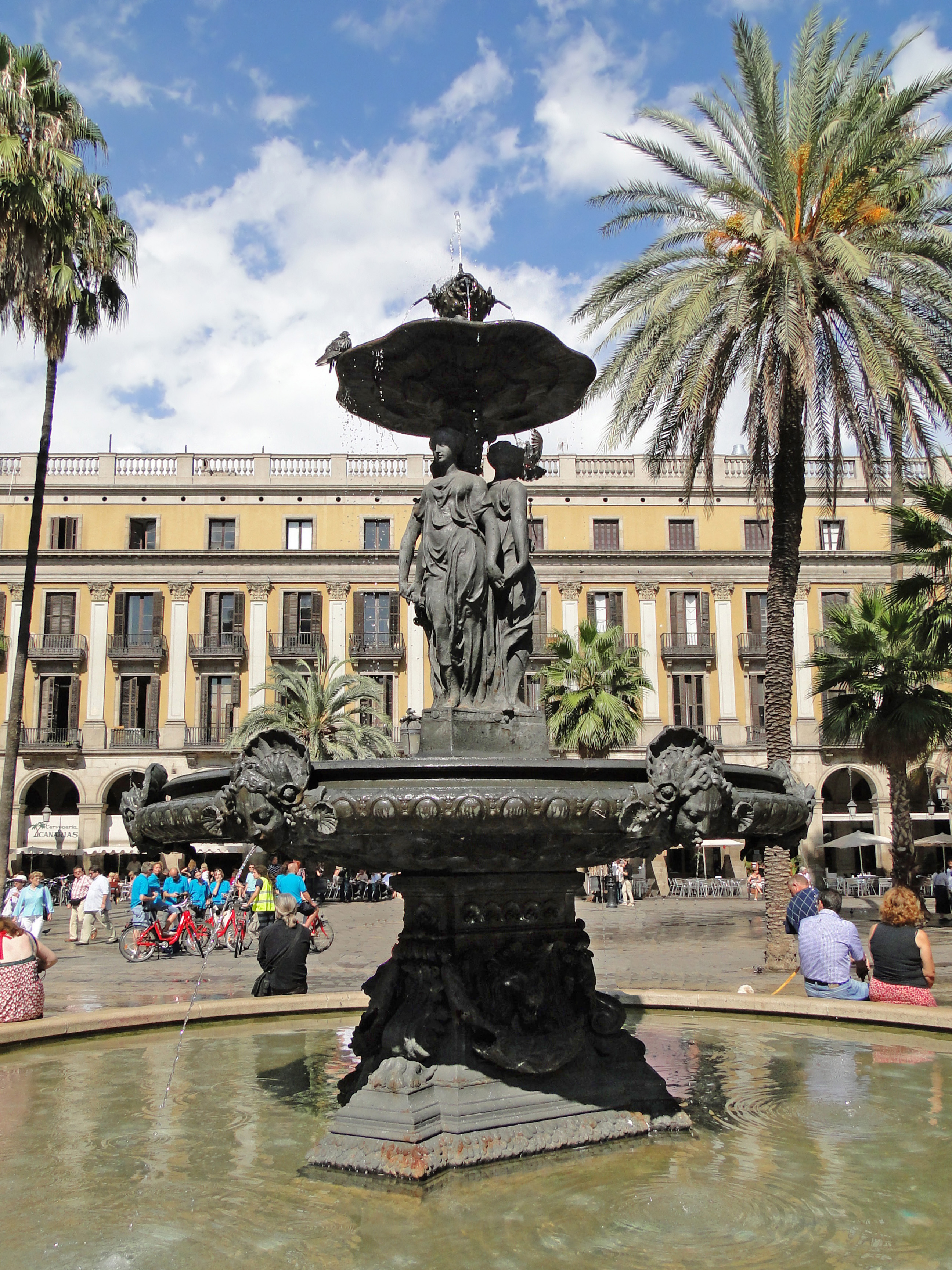
Font de les Tres Gràcies
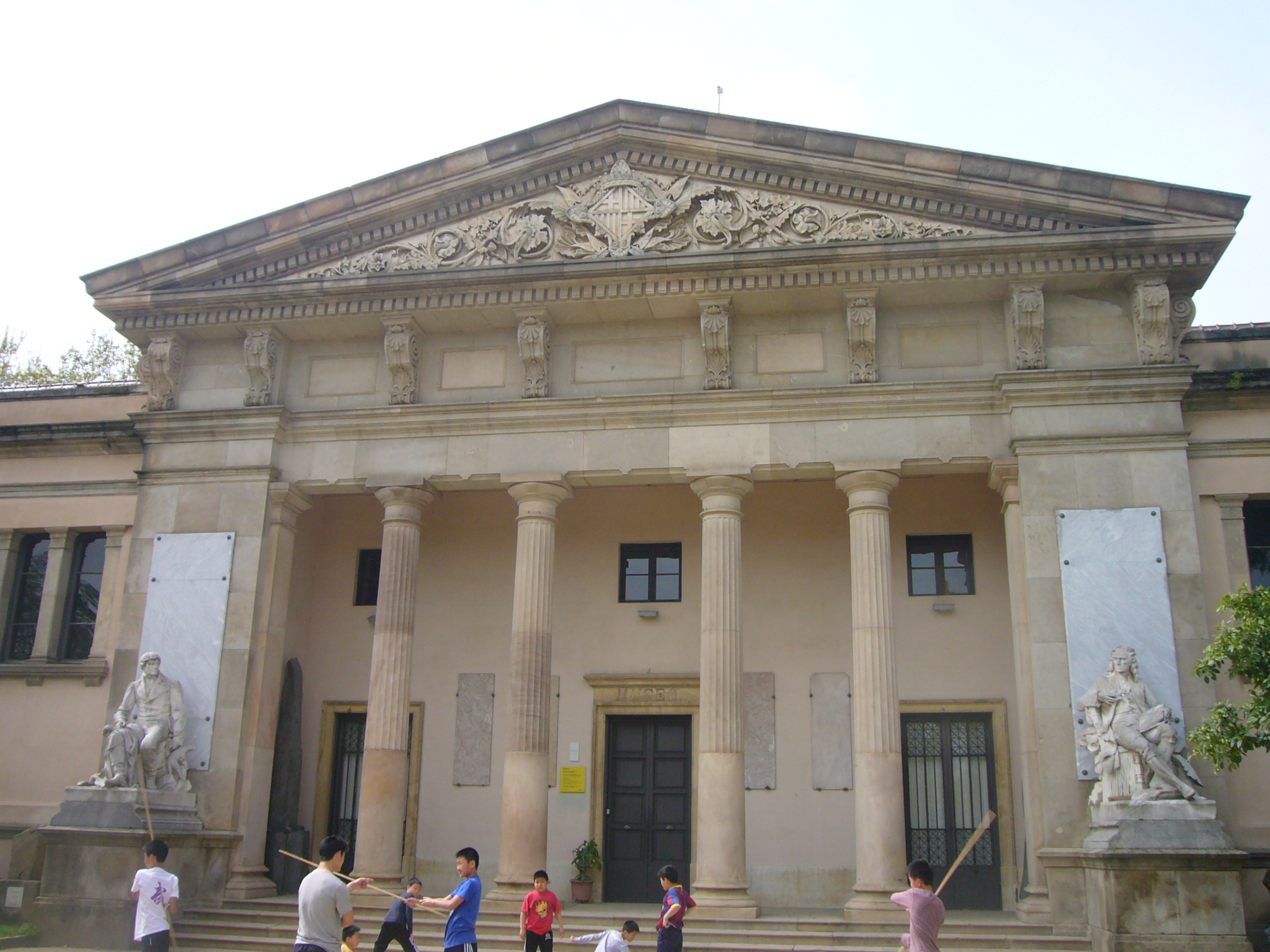
Museu Martorell
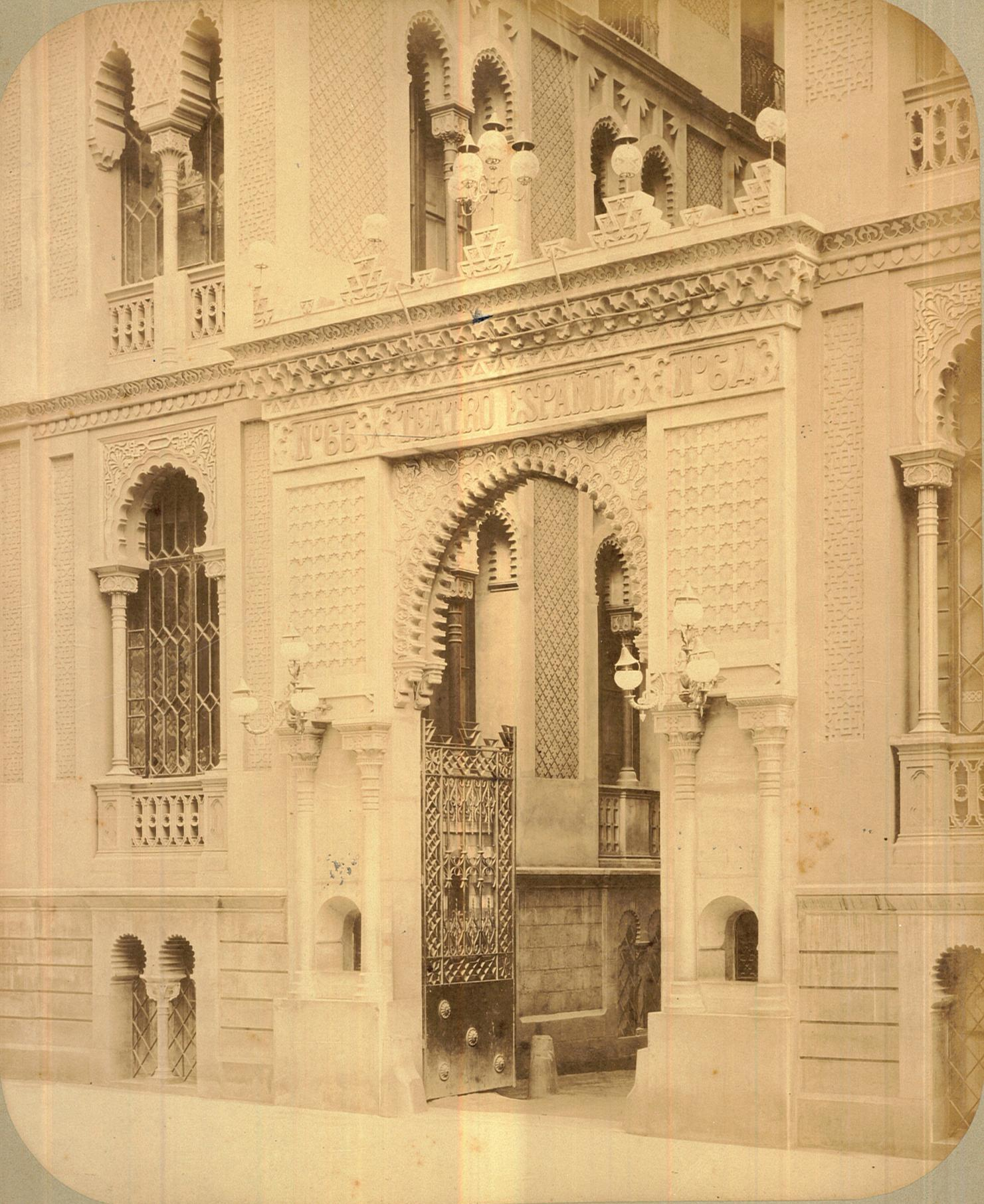
Teatro Español, Passeig de Gràcia

## Bibliografie
- Permanyer, Lluís: L’Eixample, 150 anys d’Història. Viena Edicions i Ajuntament de Barcelona 2008, ISBN 978-84-9850-131-5
- Babiano i Sànchez, Eloi: Antoni Rovira i Trias, Arquitecte de Barcelona. Viena Edicions i Ajuntament de Barcelona 2007, ISBN 978-84-9850-071-4